# Jules Guesde
Jules Basile Guesde (Párizs, 1845. november 11. – Saint-Mandé, 1922. július 28.) francia szocialista újságíró és politikus, a marxizmus egyik első franciaországi képviselője.

## Élete
Jules Basile Guesde, Párizs Ile-St-Louis városrészében született. Karrierjét belügyminisztériumi hivatalnokként kezdte, majd a francia-porosz háború kirobbanásakor a Les Droits de l'Homme című újság szerkesztője volt. Mivel lapja a párizsi kommünt támogató cikkeket közölt, a letartóztatás elől Svájcba, majd Itáliába kellett menekülnie. Milánóban került kapcsolatba az I. Internacionálé aktivistáival, akik révén megismerkedett Karl Marx műveivel.
1876-ban tért vissza Franciaországba, s azt a célt tűzte maga elé, hogy újjászervezi a francia munkásosztályt, és elterjeszti körükben a tudományos szocializmus marxista doktrínáját. 1877-ben Paul Lafargue-gal létrehozta az Égalité (Egyenlőség) című lapot, mely 1883-as fennállásáig fontos szerepet töltött be Jean-Jacques Rousseau, Louis Auguste Blanqui és főleg Marx nézeteinek franciaországi terjesztésében. Első sikerei közé tartozott, hogy a Guesde által vezetett „kollektivista” csoport megszerezte a többséget a marseilles-i munkáskongresszuson 1879-ben. Ez a Munkáspárt (Parti ouvrier) 1882-es megalakulásához vezetett, mely 1893-ban a Francia Munkáspárt (Parti ouvrier français – POF) nevet vette fel. A párt vezetésében hamarosan jelentkeztek nézetkülönbségei a Paul Brousse és Jean Allemane vezette, reformista „posszibilistákkal” szemben. Ebben az időszakban Guesde jeles képviselője volt az elszánt, osztályharcos radikalizmusnak, mely semmilyen kompromisszumra sem hajlandó a burzsoá politikai erőkkel. Guesde fáradhatatlan munkabírással rendelkezett, több könyvet, pamfletet és újságcikket publikált, s egészségi problémái ellenére sok szocialista gyűlés szervezője és részvevője volt. A pártszervezetet piramisszerűen építette fel, minden szintet gyakran munkásokból álló aktivisták vezettek, akiket elkötelezettség és a híres „guesde-ista fegyelem”-nek való engedelmesség jellemzett, melynek támogatottsága és szilárdsága bámulatba ejtette ellenfeleit. Ráadásul a Munkáspárt internacionalista volt, erős kötelékek fűzték a külföldi munkáspártokhoz, köztük a német szociáldemokráciához.
A Munkáspárt gyors sikereket ért el. 1889-ben még csupán 2000 taggal rendelkezett, 1902-re viszont már 20 ezer aktivistával számolhatott, több nagy helyhatóságban győzött, többek közt a textiliparáról nevezetes, észak-franciaországi Roubaix városában, mely a guesde-izmus fellegvára lett, s 1914-ig a „szocializmus Rómája”-ként emlegették. A Munkáspárt népszerűsége a csúcsot az 1893-as választásokon érte el. A „kollektivista, internacionalista és forradalmár” Roubaix jóvoltából Guesde-et a képviselőház tagjává választották. Az 1898-as és 1902-es választásokon vereséget szenvedett, de 1906-ban újraválasztották, s képviselői helyét haláláig megtartotta.
Guesde ösztönzésére a Munkáspárt 1889-ben az első Május elseje megünneplésének kezdeményezője volt Franciaországban, mely mozgalom többek között, célul tűzte ki a nyolcórás munkanap kivívását. 1899-ben Jean Jaurès nézetével szemben ellenezte Alexander Millerand részvételét a „burzsoá” Waldeck-Rousseau kormányban. A kormányba való belépés vitájában elszenvedett vereség rávilágított a reformista baloldal erejére, mely arra ösztönözte Guesde-et és Lafargue-ot, hogy szövetségeseket keressen a baloldalon. Ennek következményeként 1902-ben a POF egyesült a blanquista Édouard Vaillant Forradalmi Szocialista Pártjával (Parti socialiste révolutionnaire – PSR) és megalakították Franciaország Szocialista Pártját (Parti socialiste de France – PSdF). 1905-ben a PSdF és a Francia Szocialista Párt egyesülésével létrejött az egységes szocialista párt (Section française de l'Internationale ouvrière – SFIO), amelyben megerősödött a reformizmus, s Guesde követőinek tábora hanyatlásnak indult. Gondolkodása egyre dogmatikusabbá, szektásabbá vált. Az első világháború idején feladta korábbi álláspontját, s a nemzeti egység jegyében tárca nélküli miniszteri pozíciót vállalt a háborús kormányban.
1922. július 28-án hunyt el, hamvai a párizsi Père-Lachaise temetőben nyugszanak.

## Művei
- A vallásról és az egyházról – August Bebel, Wilhelm Liebknecht, Franz Mehring, Jules Guesde, Paul Lafargue, Antonio Labriola műveiből. Kossuth Könyvkiadó, Budapest 1979. 293 old. ISBN 963091283X
- Jules Guesde (francia nyelven). l'Archive Internet des Marxistes, 2013. július 21. (Hozzáférés: 2013. július 21.)
- Jules Guesde Archive (angol nyelven). Marxists Internet Archive, 2013. július 21. (Hozzáférés: 2013. július 21.)

## Fordítás
- Ez a szócikk részben vagy egészben a Jules Guesde című francia Wikipédia-szócikk ezen változatának fordításán alapul.  Az eredeti cikk szerkesztőit annak laptörténete sorolja fel. Ez a jelzés csupán a megfogalmazás eredetét és a szerzői jogokat jelzi, nem szolgál a cikkben szereplő információk forrásmegjelöléseként.